# Quick
Danske Spil har tilbudt forskellige skrabespil under det overordnede produktnavn Quick siden 1. september 1992. Det første spil hed simpelthen Quickloddet, og siden har der været en stribe forskellige lodder, som danskerne har skrabet løs på i jagten på store og små gevinster. Nok mest de store. 
Spillet går ud på, at man på et lod med et antal felter skal skrabe enten beløb eller symboler fri, og hvis man har et på forhånd bestemt antal ens symboler eller beløb på sit lod, vinder man en gevinst. Den mindste gevinst er på 10 kroner, mens der er mulighed for at vinde helt op til 5.000.000 kroner på en gang eller en gevinst på 75 månedlige skattefrie udbetalinger på 75.000 kroner svarende til en samlet gevinst over seks år og tre måneder på 5.625.000 kroner.
Quick kan også mærke den stigende konkurrence på både det danske og det internationale spillemarked, og ved en relancering af skrabespillene i 2006 blev tilbagebetalingsprocentene på lodderne hævet fra 45 % til at ligge et sted mellem 50 og 60 % varierende efter det valgte skrabespil.

## Tidslinje for Quicklodder
Det allerførste skrabelod fra Danske Spil blev sendt på markedet 1. september 1992 med det simple navn Quick, og bare to år senere kom så JulekalenderQuick. Det er et lod, der er udformet som en julekalender, hvor spilleren kan skrabe 24 felter frem mod juleaften sammen med adventsspillet, som består af yderligere fire felter. Det er muligt at vinde to gange på loddet, den største gevinst har siden 1994 været på 1 million kroner, lige som prisen har ligget fast på 50 kroner. 
Danske Spil startede i 1997 en tradition, der går ud på, at en dansk billedkunstner maler et motiv til JulekalenderQuick, så den på den måde får et helt særligt udtryk. Den årlige JulekalenderQuick kommer i knap 2 millioner eksemplarer, og dermed er den årlige motivkunstner en meget eksponeret kunstner. 
Følgende billedkunstnere har malet et motiv til Julekalender Quick:
- 1997: Tom Krøjer
- 1998: Peter Rössell
- 1999: Poul Janus Ipsen
- 2000: Lisbeth Olrik
- 2001: Esben Hanefeldt Kristensen
- 2002: Kurt Servé
- 2003: Ib Meyer
- 2004: Ann Lund Christensen
- 2005: Anne Fich
- 2006: Anja Gram
- 2007: Ole Grøn
- 2008: Lone Hedegaard
- 2009: Flemming Aabech
- 2010: Jeanne Anthonisen

Næste lod på markedet var MiniQuick, som blev tilføjet produktlisten i 1997. Som navnet antyder er det et mindre lod end de tidligere sete, og det kan også købes for blot 10 kroner – omvendt er topgevinsten også mindre end i andre skrabespil, da man maksimalt kan vinde 100.000 kroner på loddet. 
Der er til gengæld mulighed for at vinde væsentligt flere penge med BogstavjagtQuick, som kom på banen 18. oktober 1999. Det er et lidt mere kompliceret lod, som består af fire skrabefelter – Dine Bogstaver, Ekstra Bogstaver, Spillepladen og Bonusord-pladen. Loddet koster 30 kroner, men så er der også mulighed for at vinde to gange pr. lod og hovedgevinsten er på 600.000 kroner. 
I begyndelsen af det nye årtusinde – 24. marts 2003 – kom EldoradoQuick i produktposen. Igen er det et lod med fire skrabefelter og samme pris og samme hovedgevinst som BogstavjagtQuick. Her var der bare mulighed for at vinde hele tre gange pr. lod. 
Godt to år senere så Sænke SlagskibeQuick dagens lys. 4. april 2005 kom der et mere simpelt lod på gaden med bare to skrabefelter. Prisen var stadig 30 kroner, hovedgevinsten ligeledes 600.00 kroner, men på Sænke SlagskibeQuick var der kun mulighed for at vinde en gang pr. lod. Det særlige ved dette lod er, at det var det første Quick-lod, der kun blev udbudt til salg via hjemmesiden danskespil.dk. 
Danskespil.dk var også den eneste salgsflade for spillet SudokuQuick, der blev født 3. april 2006. Strukturen, prisen og hovedgevinsten var det samme for Sænke SlagskibeQuick. 
Bare seks måneder senere kom et bredere favnende lod på markedet, da MillionQuick både kunne købes via danskespil.dk og via den traditionelle salgskanal – forhandlerne. Prisen for dette lod var blot 20 kroner, men der var mulighed for gevinster på helt op til 1 million kroner på loddet. Samme dag blev også MegaQuick frigivet. I de glade år inden finanskrisen var megalomanien i højsædet, og derfor var dette lod også ekstravagant på alle kanter. Prisen var 40 kroner, det var muligt at vinde op til tre gange pr. lod, og den største gevinst var på 5 millioner kroner.
Det næste Quickspil var inspireret af en TV-succes. Deal No Deal-Quick ramte forhandlerne 22. januar 2007, og spillet mindede meget om TV-programmet af samme navn, hvorfor loddet bestod af 18 kufferter og 19 gevinstfelter. Til en pris på 30 kroner bød Deal No Deal-Quick på en topgevinst på 2 millioner kroner. 
Senere i 2007 kom så FødselsdagQuick, der for en pris på 25 kroner havde en fødselsdagsgevinst til vinderne. Det var simpelthen muligt at vinde 100.000 kr. her og nu og de næste 10 år til ens fødselsdag og at vinde op til 1 million kroner på samme lod. 4-mands BingoQuick røg også ud til danskerne i 2007, og det var en ny slags Quickspil. Med fire spilleplader og en opråberplade var det meningen, at spillet skulle kunne spilles af flere på samme tid. Det gav en pris på 60 kroner, men der var også mulighed for at vinde op til fire gange pr. lod ligesom der var garanti for gevinst på hvert eneste lod. Dog ikke med topgevinsten på 200.000 kroner. Dette spil blev kun udbudt via Danske Spils forhandlere og ikke på danskespil.dk. 
Året efter kom også et almindeligt BingoQuick, som stadig havde fire Bingoplader, en ”opråbers plade” og muligheden for at vinde fire gange pr. lod. Men prisen var blot 30 kroner, mens topgevinsten var vokset til 600.000 kroner.